# Amatérský meteorolog
Amatérský meteorolog (meteoamatér) je člověk zabývající se meteorologií. Není to však jeho povolání. Meteoamatéři mohou být pozorovatelé, forecasteři nebo obojí.

## Pozorovatelé
Nejpočetnější skupinu zaujímají amatérští pozorovatelé počasí, kteří většinou vlastní meteostanici. Tito lidé sbírají data ze svých meteostanic a většinou je prezentují na internetu. Na trhu je řada automatických meteostanic, které se dělí na domácí, hobby a poloprofesionální.
Některým „fajnšmekrům“, kteří chtějí měřit na profesionální úrovni to nestačí a pořídí si profesionální přístroje nebo se domluví s Českým hydrometeorologickým ústavem o umístění meteorologické stanice. V takovýchto případech mohou působí jako dobrovolní (popřípadě i vyškolení) pozorovatelé ČHMÚ.
Pozorovatelé zaznamenávají i významné jevy jako jsou teplotní extrémy, orkány nebo bouřky. Často jsou zároveň i tzv. stormspottery a v některých případech i stormchasery.

## Forecasteři
Forecasteři se snaží počasí předpovídat. Meteorologové z povolání však nejsou příliš vítanou skupinou. Většinou se řídí podle veřejně dostupných výstupů z numerických předpovědních modelů. Dělí se na předpovídatele standardního průběhu počasí nebo předpovídatele bouřek a dalších nebezpečných meteorologických jevů. Někteří vydávají i výstrahy za což jsou terčem kritiky.

## Spolupráce
Mnoho meteoamatérů má své webové stránky, kde svá data prezentuje. Existují ale i stránky, které aktuální stav počasí zpracovávají hromadně a zapisují je do map stejně tak jako profesionální staniční sít' ČHMÚ nebo jen od meteoamatérů sbírají měsíční naměřené hodnoty z kterých počítají průměry a další hodnoty.
Pak jsou stránky, které se věnují přímo pozorování bouřek, nebo jejich předpovídáním.
V České republice je situace mezi amatérskými meteorology komplikovaná, neboť jsou sdruženi v několika „skupinách“, které spolu většinou příliš nespolupracují a proto vznikají často spory.